# هنریک هایوش
هنریک هایوش (به انگلیسی: Henrik Hajós) (زادهٔ ۲۱ ژوئیهٔ ۱۸۸۶) شناگر اهل مجارستان است.